# Strassenbahn Gland–Begnins
| |                                        |                     |                     |
| Triebwagen Nr. 1 in Vich VD |                                        |                     |                     |
| |                                        |                     |                     |
| Streckenlänge: | 3,727 km                               |                     |                     |
| Spurweite: | 1000 mm (Meterspur)                    |                     |                     |
| Maximale Neigung: | 60 ‰                                   |                     |                     |
| Minimaler Radius: | 40 m                                   |                     |                     |
| Streckengeschwindigkeit: | 30 km/h                                |                     |                     |
| |                                        |                     |                     |
| Betreiber: | Chemin de fer électrique Gland–Begnins |                     |                     |
| Eröffnung: | 13. Juni 1906                          |                     |                     |
| Stilllegung: | 22. Mai 1954                           |                     |                     |
| \| \| \| von Lausanne \| \| \| \| \| Gland SBB nach Genf \| \| \| \| 0.000 \| Gland \| 415 m ü. M. \| \| \| \| Güterschuppen \| \| \| \| \| Depot \| 420 m ü. M. \| \| \| 0.73 \| Gland-Village \| 428 m ü. M. \| \| \| 2.03 \| Vich \| 458 m ü. M. \| \| \| 2.60 \| Moulin-du-Creux \| Moulin-du-Creux \| \| \| 3.05 \| Chemin de Martheray \| Chemin de Martheray \| \| \| \| Remise \| \| \| \| 10.528 \| Begnins \| 541 m ü. M. \| |                                        |                     |                     |
| Strecke |                                        | von Lausanne        | von Lausanne        |
| Strecke nach links · Bahnhof quer |                                        | Gland SBB nach Genf | Gland SBB nach Genf |
| Kopfbahnhof Streckenanfang (Strecke außer Betrieb) | 0.000                                  | Gland               | 415 m ü. M.         |
| Abzweig geradeaus und nach links (Strecke außer Betrieb) · Betriebs-/Güterbahnhof Streckenende und quer (Strecke außer Betrieb) |                                        | Güterschuppen       | Güterschuppen       |
| Betriebs-/Güterbahnhof Streckenanfang und quer (Strecke außer Betrieb) · Abzweig geradeaus und von rechts (Strecke außer Betrieb) |                                        | Depot               | 420 m ü. M.         |
| Bahnhof (Strecke außer Betrieb) | 0.73                                   | Gland-Village       | 428 m ü. M.         |
| Bahnhof (Strecke außer Betrieb) | 2.03                                   | Vich                | 458 m ü. M.         |
| Haltepunkt / Haltestelle (Strecke außer Betrieb) | 2.60                                   | Moulin-du-Creux     | Moulin-du-Creux     |
| Haltepunkt / Haltestelle (Strecke außer Betrieb) | 3.05                                   | Chemin de Martheray | Chemin de Martheray |
| Abzweig geradeaus und von links (Strecke außer Betrieb) · Betriebs-/Güterbahnhof Streckenende und quer (Strecke außer Betrieb) |                                        | Remise              | Remise              |
| Kopfbahnhof Streckenende (Strecke außer Betrieb) | 10.528                                 | Begnins             | 541 m ü. M.         |

Die Überlandstrassenbahn Gland–Begnins (GB) (französisch Chemin de fer électrique Gland–Begnins) war eine elektrische Strassenbahn im Schweizer Kanton Waadt. Die Bahn verband Gland am Nordwestufer des Genfersees über Vich mit Begnins. Die 3,7 km lange Strecke war eine der kürzesten Meterspurbahnen im öffentlichen Personenverkehr in der Schweiz.

## Geschichte
Zahlreiche Strassen- und Lokalbahnen entstanden am Ufer des Genfersees, nachdem 1858 die Hauptstrecke der Jura-Simplon-Bahn zwischen Lausanne und Genf in Betrieb genommen worden war. Damit sollten die Ortschaften am Fusse des Juragebirges abseits des Ufers durch den Schienenverkehr erschlossen werden. So beispielsweise die Nyon-Saint-Cergue-Morez-Bahn (NStCM), Überlandstrassenbahn Rolle–Gimel (RG), die Überlandstrassenbahn Allaman–Aubonne–Gimel (AAG) und die Bière-Apples-Morges-Bahn (BAM).
Die elektrische Strassenbahn Gland–Begnins wurde am 18. Juni 1906 eröffnet. Sie verband das Weinbaudorf Begnins mit dem Bahnhof Gland an der SBB-Hauptstrecke.
Das meterspurige Trassee war überwiegend auf der Landstrasse angelegt worden. Es begann am Bahnhof Gland an der Hauptstrecke und führte durch das Dorf, dann in einer beachtlichen Steigung über Vich hinauf zum Städtchen Begnins, wo es nach 3,7 Kilometern mitten im Ort auf der Place de l’Écu Vaudois endete. Die Strecke war mit Gleichstrom von 750 Volt Spannung elektrifiziert.
Obwohl auch ein bescheidener Güterverkehr bedient wurde, diente die Bahn eher als Strassenbahn. Sie stellte fast auf jeden SBB-Zug einen Anschluss her. Mit der Motorisierung nach dem Zweiten Weltkrieg lohnte sich die Erneuerung der Bahn nicht mehr, sodass sie am 23. Mai 1954 eingestellt und durch einen Busbetrieb ersetzt wurde.

## Rollmaterial
Die Bahn hatte zwei Triebwagen, die von MAN in Augsburg gebaut worden waren und eine elektrische Ausrüstung von Rieter aus Winterthur hatten. Dazu kamen ein Anhänger von ACMV aus Vevey und zwei Güterwagen, ebenfalls von MAN. Der Postwagen stammte von der Wagon-Fabrik Schlieren. Nach Betriebseinstellung wurden alle Fahrzeuge abgebrochen.

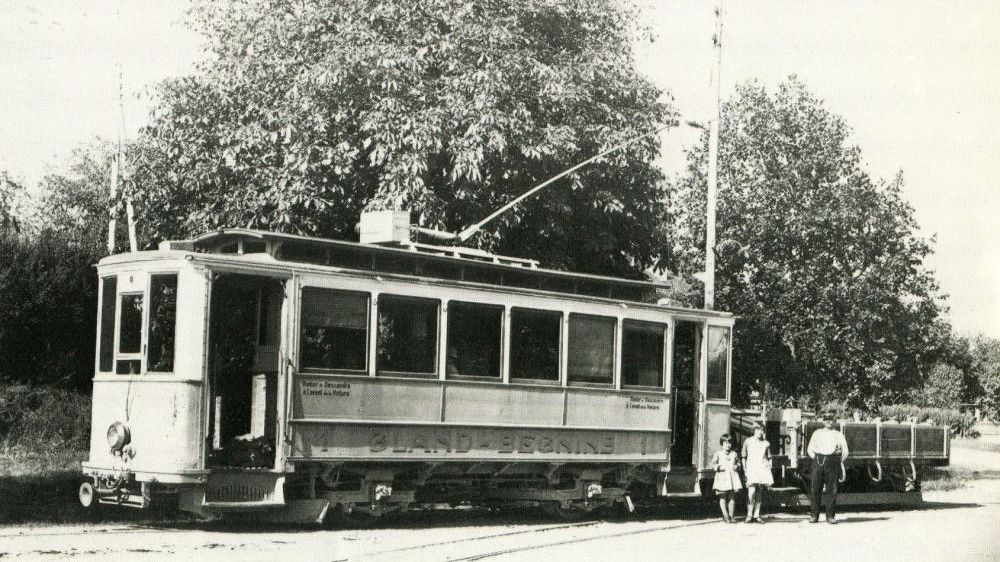
Motorwagen Nr. 1 in Gland

| Typ    | Baujahr | Hersteller  | Nummern | Länge   | Gewicht | Leistung | Plätze | Fahrzeugtyp            |
| ------ | ------- | ----------- | ------- | ------- | ------- | -------- | ------ | ---------------------- |
| Ce 2/2 | 1906    | MAN, Rieter | 1 und 2 | 10,10 m | 11 t    | 120 PS   | 24     | Strassenbahntriebwagen |
| C      | 1892    | ACMV        | 11      | 8,7 m   | 5 t     |          | 15     | Strassenbahnanhänger   |
| K      | 1906    | MAN         | 3       | 5,8 m   | 5 t     |          |        | Gedeckter Güterwagen   |
| L      | 1906    | MAN         | 4       | 5,8 m   | 4 t     |          |        | Offener Güterwagen     |
| Z      | 1912    | SWS         | 21      | 3,5 m   | 2 t     |          |        | Postwagen              |